# Världsmästerskapen i orientering 1972
Världsmästerskapen i orientering 1972 hölls den 14-16 september 1972 i Jičín i det dåvarande Tjeckoslovakien.

## Medaljörer

### Herrar

#### Individuellt
1. Åge Hadler, Norge 1.35.57
2. Stig Berge, Norge 1.40.52
3. Bernt Frilén, Sverige 1.43.55

#### Stafett
1. Sverige (Lennart Carlström, Lars Arnesson, Arne Johansson, Bernt Frilén) 4.41.37
2. Schweiz (Dieter Hulliger, Dieter Wolf, Bernhard Marti, Karl John) 4.47.23
3. Ungern (Zoltán Boros, János Sőtér, Géza Vajda, András Hegedűs) 5.09.29

### Damer

#### Individuellt
1. Sarolta Monspart, Ungern 1.17.01
2. Pirjo Seppä, Finland 1.18.35
3. Birgitta Larsson, Sverige 1.18.53

#### Stafett
1. Finland (Sinikka Kukkonen, Pirjo Seppä, Liisa Veijalainen) 2.33.42
2. Sverige (Birgitta Johansson, Ulla Lindkvist, Birgitta Larsson) 2.33.52
3. Tjeckoslovakien (Naďa Mertová, Renata Vlachová, Anna Handzlová) 2.45.00